# Torsåker, Hofors kommun
För andra platser med samma namn, se Torsåker.

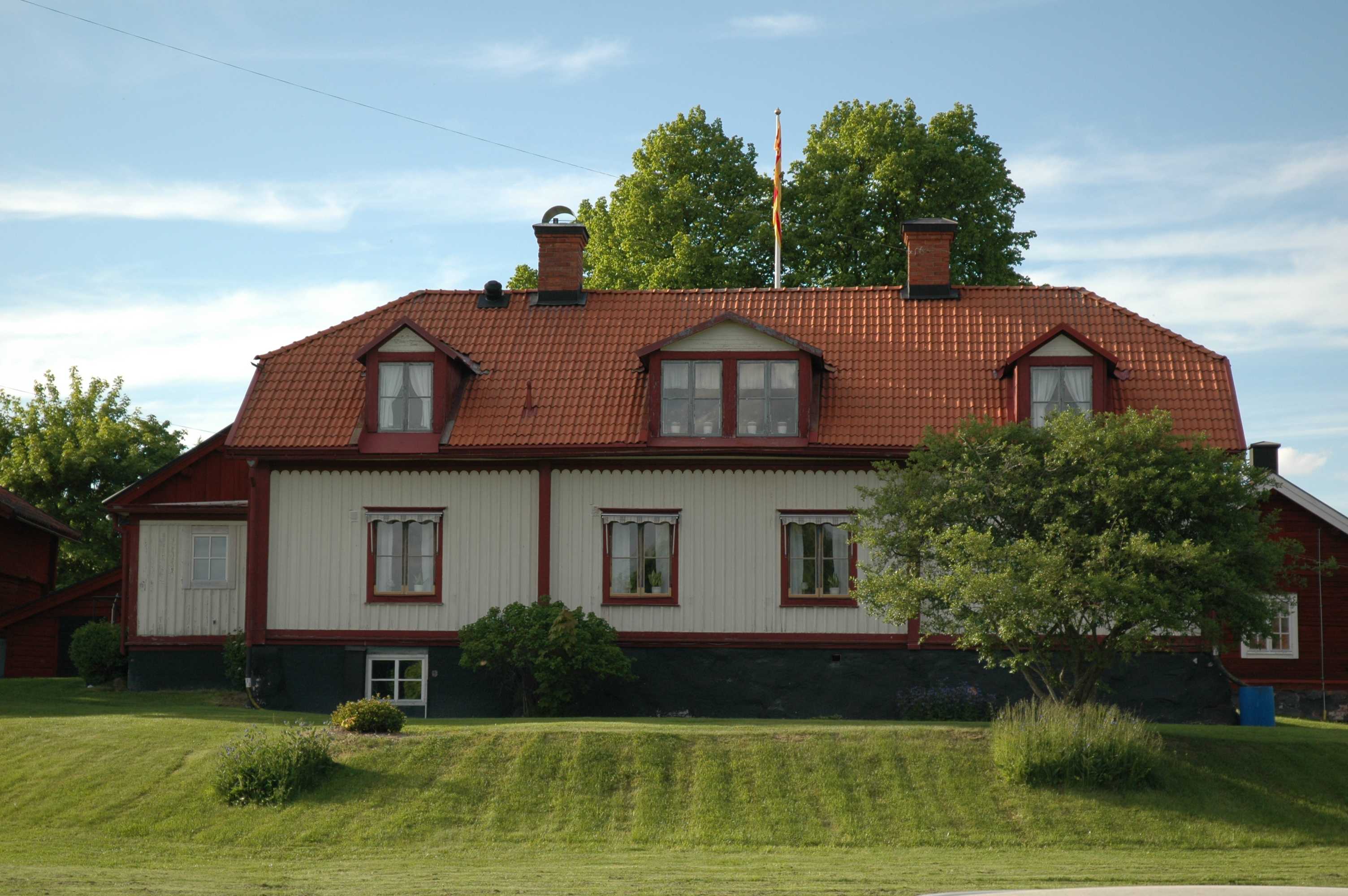
Församlingshemmet i Torsåker

Torsåker är en tätort i Hofors kommun och kyrkbyn i Torsåkers socken. Torsåker var under många århundraden centrum för Gästriklands bergslag.
Någon by med namnet Torsåker är inte känd. Kyrkbyn heter Solberga. Tätortens framväxt är kopplad till järnvägsstationen strax norr om Solberga på byn Ovanåkers ägor. Tätorten omfattar även byn Särsta.

## Befolkningsutveckling
| Befolkningsutvecklingen i Torsåker 1920–2020            | Befolkningsutvecklingen i Torsåker 1920–2020 | Befolkningsutvecklingen i Torsåker 1920–2020 | Befolkningsutvecklingen i Torsåker 1920–2020 | Befolkningsutvecklingen i Torsåker 1920–2020 |
| ------------------------------------------------------- | -------------------------------------------- | -------------------------------------------- | -------------------------------------------- | -------------------------------------------- |
|                                                         |                                              |                                              |                                              |                                              |
| År                                                      |                                              |                                              | Folkmängd                                    | Areal (ha)                                   |
| 1920                                                    | 1920                                         |                                              | 500                                          | ##                                           |
| 1930                                                    | 1930                                         |                                              | 332                                          | ##                                           |
| 1935                                                    | 1935                                         |                                              | 463                                          | ##                                           |
| 1940                                                    | 1940                                         |                                              | 403                                          | ##                                           |
| 1945                                                    | 1945                                         |                                              | 470                                          | ##                                           |
| 1950                                                    | 1950                                         |                                              | 590                                          | ##                                           |
| 1960                                                    | 1960                                         |                                              | 736                                          | 116                                          |
| 1965                                                    | 1965                                         |                                              | 759                                          | 114                                          |
| 1970                                                    | 1970                                         |                                              | 793                                          | 116                                          |
| 1975                                                    | 1975                                         |                                              | 822                                          | 120                                          |
| 1980                                                    | 1980                                         |                                              | 882                                          | 120                                          |
| 1990                                                    | 1990                                         |                                              | 930                                          | 122                                          |
| 1995                                                    | 1995                                         |                                              | 938                                          | 122                                          |
| 2000                                                    | 2000                                         |                                              | 899                                          | 122                                          |
| 2005                                                    | 2005                                         |                                              | 873                                          | 122                                          |
| 2010                                                    | 2010                                         |                                              | 899                                          | 122                                          |
| 2015                                                    | 2015                                         |                                              | 848                                          | 117                                          |
| 2020                                                    | 2020                                         |                                              | 879                                          | 120                                          |
| Anm.: ## Som tätort/befolkningsagglomeration 1920–1950. |                                              |                                              |                                              |                                              |

## Samhället
Tätorten hyser Tallbackens och Vinkelbodas förskola och Solberga skola/fritidshem. Badplatser/sjöar i området är i första hand Malmjärn, Ottnaren, Sälgsjön och Stillaren. 
Järnvägen Godsstråket genom Bergslagen passerar Torsåker och Tåg i Bergslagen gör uppehåll här.

## Evenemang
Sommartid arrangeras logdans, loppmarknad och sedan många år även Torsåker Bluegrass Festival på Tors Loge. Ofta hålls även en höstmarknad under Mickelsmäss, första helgen i oktober. På höstarna brukar Kungliga Musikhögskolan i Stockholm besöka Torsåker; bland annat har Mozarts Requiem och Puccinis opera Gianni Schicchi då framförts. Andra evenemang är revyer och musikshower på bygdegården, julmarknad i Gammelstilla och Tomtesmyget på Gammelgården.

## Sevärdheter
Sevärdheter i och kring Torsåker är Gammelgården, Torsåkers kyrka, Vallbyhedens kalkbrott, Klocksberg, Körbergsklack, Bergabackens Pelargonmuseum, Kalvsnäs kvarn, Socken- och skolmuseet, Stollen och storbergsgruvorna, Gammelstilla bruk, klapperstensfältet och Trollstigen på Söderåsen.

## Kända personer
- Joel Berglund (1903–1985). Operasångare, operachef.
- Kerstin Hesselgren (1872–1962). Sveriges första kvinnliga riksdagsledamot.
- Elov Persson (1894–1970) Serietecknare och skapare av Kronblom samt Agust och Lotta.
- Ingvar Persson, serietecknare och son till Elov Persson
- Robert Petre (1678–1725). Soldat som dokumenterade vardagslivet i Karl XII:s armé.

## Kråknäsjärnet
Huvudartikel: Kråknäsjärnet
Kråknäsfyndet eller Torsåkersjärnet är ett metallfynd som gjordes i april 1993 av amatörarkeolog Jonny Skogsberg med hjälp av metalldetektor. Fyndet består av tolv ämnesjärn och två blästerjärnsklumpar och påträffades på en höjd bredvid Hoån, några hundra meter syd-sydväst om Torsåkers kyrka. Ämnesjärnen är daterade (C14) till tiden omkring år 1, blästerklumparna är daterade till cirka 500 e.Kr.
Ämnesjärnen är betydligt äldre än vad som tidigare antagits för denna typ av fynd och smältorna är vad man vet de enda i sitt slag i Europa. Smältorna är obearbetade och järnet håller mycket hög kvalitet.